# Watertown (Minnesota)
Pour les articles homonymes, voir Watertown.
Watertown est une ville américaine située dans le Comté de Carver, dans le Minnesota. Selon le recensement de 2010, sa population est de 4 205 habitants.